# Urupá
Urupá este un oraș în Rondônia (RO), Brazilia.